# Torbjörn Eliasson
Torbjörn Eliasson, född 18 januari 1947, är en åländsk politiker (Åländsk Center). Han var Ålands finansminister mellan december 2019 och januari 2021.

## Politiska poster
- Finansminister i Ålands landskapsregering 2019-2021
- Ledamot av Ålands lagting 2003-2007, 2007-2010, 2011-2015
- Näringsminister i Ålands landskapsregering 2010-2011